# Hieritis macrocera
Hieritis macrocera är en skalbaggsart som beskrevs av Hermann Burmeister 1855. Hieritis macrocera ingår i släktet Hieritis och familjen Melolonthidae. Inga underarter finns listade i Catalogue of Life.